# Fahrzeugklasse
Als Fahrzeugklasse bezeichnet man im Verkehrswesen eine abgegrenzte Produktgruppe von Fahrzeug-Modellen. Eine eindeutige, einheitliche Definition existiert dabei jedoch nicht, vielmehr werden national und international verschiedene Kriterien für die Zuordnung einzelner (Kraft-)Fahrzeuge zugrunde gelegt. In der Regel umfassen die verschiedenen Kategorien Fahrzeuge, die (je nach System) etwa in Form, Größe oder preislich untereinander konkurrieren und/oder sich durch unterschiedliche technische Daten von anderen Gruppen abheben.

## Unterschiedliche Klassifikationssysteme
In Deutschland bzw. Europa verbreitete und von behördlichen Organisationen getragene Klassifikationssysteme sind:
- Fahrzeugsegment (Europäische Kommission) von Personenkraftwagen
- Fahrzeugsegment (Kraftfahrt-Bundesamt) von Personenkraftwagen
- EU-Fahrzeugklassen
- Fahrzeug- und Aufbauarten (national) (Kraftfahrt-Bundesamt)[1]
- Emissionsklassen
- Kraftstoffarten bzw. Energiequellen

Daneben gibt es weitere Klassenzuordnungen, die nicht von einer Organisation gestützt oder definiert sind, aber dennoch sehr verbreitet sind. Unter den Limousinen, Kombis und Großraumlimousinen ist eine Klassifikation gut möglich, da die genannten Eigenschaften in engem Zusammenhang stehen. Bei Cabrios und Geländewagen findet keine Unterscheidung nach Kaufpreis und Fahrzeuggröße statt.
Größe, Gewicht und Leistung unterliegen einem stetigen Wachstum, daher müssen auch die Fahrzeugklassen im zeitlichen Kontext interpretiert werden.
| US-amerikanische Bezeichnung      | Britische Bezeichnung      | EU-Kommission | Euro NCAP 1997–2009                           | Euro NCAP        | Deutsche Bezeichnung (Kraftfahrt-Bundesamt)  | Fahrzeugmodelle (Auswahl) |
| --------------------------------- | -------------------------- | --- | --------------------------------------------- | ---------------- | -------------------------------------------- | --- |
| Microcar                          | Microcar, Bubble car       | A: Kleinstwagen A: mini cars | Kleinstwagen (Supermini)                      | Passenger car    |                                              | |
| Subcompact car                    | City car                   | A: Kleinstwagen A: mini cars | Kleinstwagen (Supermini)                      | Passenger car    | Kleinstwagen (Minis)                         | e.GO Life, Fiat 500, Fiat Panda, Hyundai i10, Kia Picanto, Renault Twingo, Smart Fortwo, Toyota Aygo, Volkswagen up! |
| Subcompact car                    | Supermini                  | B: Kleinwagen B: small cars | Kleinstwagen (Supermini)                      | Passenger car    | Kleinwagen                                   | Audi A1, Dacia Sandero, Ford Fiesta, Honda Jazz/Honda Fit, Hyundai i20, Kia Rio, Mazda2, Mini (BMW Group), Mitsubishi Space Star, Nissan Micra, Opel Corsa, Peugeot 208, Renault Clio, Seat Ibiza, Škoda Fabia, Suzuki Swift, Toyota Yaris, Volkswagen Polo                                                                |
| Compact car                       | Small family car           | C: Mittelklasse C: medium cars | Kompaktwagen (Small family car)               | Passenger car    | Kompaktklasse                                | Audi A3, BMW 1er, Dacia Logan, Ford Focus, Honda Civic, Hyundai i30, Kia ceed, Mazda3, Mercedes-Benz A-Klasse, Nissan Leaf, Opel Astra, Peugeot 308, Renault Mégane, Seat Leon, Škoda Scala, Škoda Octavia, Subaru Impreza, Suzuki Swace, Toyota Corolla, Volkswagen Golf                                                  |
| Mid-size car                      | Large family car           | D: Obere Mittelklasse D: large cars | Mittelklasse (Large family car)               | Passenger car    | Mittelklasse                                 | Chevrolet Malibu, Citroën C5 X, Mazda6, Peugeot 508 II, Škoda Superb, Subaru Legacy, Toyota Camry, Toyota Prius, Volkswagen Passat |
| Entry-level luxury car            | Compact executive car      | D: Obere Mittelklasse D: large cars | Mittelklasse (Large family car)               | Passenger car    | Mittelklasse                                 | Alfa Romeo Giulia, Audi A4, Audi A5, BMW 3er, Cadillac CT4, Infiniti Q50, Lexus IS, Mercedes-Benz C-Klasse, Tesla Model 3, Volvo S60 |
| Full-size car (Large car)         | Oberklasse (Executive car) | E: Oberklasse E: executive cars | Oberklasse (Executive car)                    | Passenger car    | Obere Mittelklasse                           | Audi A7, Chevrolet Impala, Chrysler 300, Dodge Charger (LX), Ford Taurus, Honda Accord (USA), Nissan Maxima, Toyota Avalon, Toyota Crown, |
| Mid-size luxury car               | Oberklasse (Executive car) | E: Oberklasse E: executive cars | Oberklasse (Executive car)                    | Passenger car    | Obere Mittelklasse                           | Audi A6, BMW 5er, Cadillac CT5, Genesis G80, Jaguar XF, Lexus ES, Lincoln MKZ, Mercedes-Benz E-Klasse, Volvo S90 |
| Full-size luxury car              | Luxury car                 | F: Luxusklasse F: luxury cars | Oberklasse (Executive car)                    | Passenger car    | Oberklasse                                   | Audi A8, Bentley Flying Spur, BMW 7er, Cadillac CT6, Genesis G90, Lexus LS, Maserati Quattroporte, Mercedes-Benz S-Klasse, Porsche Panamera, Rolls-Royce Ghost, Rolls-Royce Phantom, Tesla Model S, Toyota Century, VW Phideon                                                                                             |
| Sports car                        | Sports car                 | S: Sportwagen S: sport coupés | –                                             | Passenger car    | Sportwagen                                   | Chevrolet Corvette, Ferrari F8, Lamborghini Huracán, Nissan Z, Porsche 911 |
| Grand tourer                      | Grand tourer               | S: Sportwagen S: sport coupés | –                                             | Passenger car    | Sportwagen                                   | Aston Martin DB11, Bentley Continental GT, BMW 8er, Ferrari 812, Maserati GranTurismo, McLaren GT, Mercedes-Benz SL-Klasse |
| Supercar                          | Supercar                   | S: Sportwagen S: sport coupés | –                                             | Passenger car    | Sportwagen                                   | Bugatti Chiron, Ferrari SF90 Stradale, Koenigsegg Jesko, Pagani Huayra |
| Convertible                       | Convertible                | S: Sportwagen S: sport coupés | –                                             | Passenger car    | Sportwagen                                   | Chevrolet Camaro, Mercedes-Benz E-Klasse Cabriolet |
| Roadster                          | Roadster                   | S: Sportwagen S: sport coupés | Roadster sports                               | Roadster         | Sportwagen                                   | Audi TT, Mazda MX-5, Porsche Boxster, BMW Z4 |
| Family Van / Transporter          | Leisure activity vehicle   | M: Mehrzweckfahrzeuge (oder MPV-Van) M: multi purpose cars                                                                                     | Kompaktvan (Small MPV)                        | Minivan (MPV)    | (Hochdachkombi, Kleintransporter, Utilities) | Citroën Berlingo, Dacia Dokker, Fiat Ducato, Fiat Fiorino, Fiat Scudo, Ford Tourneo Connect, Iveco Daily, Mercedes-Benz Sprinter, Opel Movano, Opel Combo, Peugeot Rifter, Renault Kangoo, Volkswagen Caddy, Volkswagen Crafter                                                                                            |
| –                                 | Mini MPV                   | M: Mehrzweckfahrzeuge (oder MPV-Van) M: multi purpose cars                                                                                     | Kompaktvan (Small MPV)                        | Minivan (MPV)    | Minivan                                      | Kia Soul |
| Compact minivan                   | Compact MPV, Midi MPV      | M: Mehrzweckfahrzeuge (oder MPV-Van) M: multi purpose cars                                                                                     | Kompaktvan (Small MPV)                        | Minivan (MPV)    |                                              | |
| Minivan                           | Large MPV                  | M: Mehrzweckfahrzeuge (oder MPV-Van) M: multi purpose cars                                                                                     | Van (Large MPV)                               | Minivan (MPV)    | Großraum-Van                                 | Chrysler Pacifica, Ford Galaxy, Honda Odyssey, Kia Carnival, Peugeot Traveller, Mercedes-Benz V-Klasse, Volkswagen Sharan |
| Mini SUV                          | Mini 4x4                   | J: Geländewagen (Sport Utility Vehicles – SUV, einschließlich Fahrzeuge mit Allradantrieb) J: sport utility cars (including off-road vehicles) | Kleiner Geländewagen 4x4 (Small Off-Road 4x4) | Off-roader (SUV) | Geländewagen (Sport Utility Vehicle)         | Dacia Duster, Daihatsu Terios, Fiat 500X, Ford EcoSport, Honda HR-V, Jeep Renegade, Lada Niva, Mini Countryman, Mitsubishi ASX, Nissan Juke, Opel Mokka, Škoda Kamiq, Suzuki Jimny, VW T-Cross |
| Compact SUV                       | Compact 4x4                | J: Geländewagen (Sport Utility Vehicles – SUV, einschließlich Fahrzeuge mit Allradantrieb) J: sport utility cars (including off-road vehicles) | Kleiner Geländewagen 4x4 (Small Off-Road 4x4) | Off-roader (SUV) | Geländewagen (Sport Utility Vehicle)         | Alfa Romeo Tonale, Audi Q5, Chevrolet Equinox, BMW X1, BMW X3, Chevrolet Captiva, Kia Sportage, Ford Kuga, Honda CR-V, Hyundai Tucson, Jeep Cherokee, Mercedes-Benz GLC, Mitsubishi Outlander, Nissan Qashqai, Porsche Macan, Toyota RAV4, Opel Grandland, Seat Ateca, SsangYong Korando, Tesla Model Y, Volkswagen Tiguan |
| –                                 | Coupé SUV                  | J: Geländewagen (Sport Utility Vehicles – SUV, einschließlich Fahrzeuge mit Allradantrieb) J: sport utility cars (including off-road vehicles) | –                                             | Off-roader (SUV) | Geländewagen (Sport Utility Vehicle)         | Audi Q8, BMW X6, Mercedes GLC Coupe, VW Taigo |
| Mid-size SUV                      | Large 4x4                  | J: Geländewagen (Sport Utility Vehicles – SUV, einschließlich Fahrzeuge mit Allradantrieb) J: sport utility cars (including off-road vehicles) | Großer Geländewagen 4x4 (Large Off-Road 4x4)  | Off-roader (SUV) | Geländewagen (Sport Utility Vehicle)         | BMW X5, Chevrolet Tahoe, Ford Explorer, Jeep Grand Cherokee, Land Rover Discovery, Mercedes-Benz GLE, Volkswagen Touareg, Porsche Cayenne, Toyota Land Cruiser Prado |
| Full-size (Large) SUV             | Large 4x4                  | J: Geländewagen (Sport Utility Vehicles – SUV, einschließlich Fahrzeuge mit Allradantrieb) J: sport utility cars (including off-road vehicles) | Großer Geländewagen 4x4 (Large Off-Road 4x4)  | Off-roader (SUV) | Geländewagen (Sport Utility Vehicle)         | BMW X7, Cadillac Escalade, Chevrolet Suburban, Jeep Commander, KGM Rexton, Mercedes-Benz GLS, Range Rover, Tesla Model X, Toyota Land Cruiser Station, Bentley Bentayga, Audi Q7 |
| Mini pickup truck                 | Pick-up                    | – | Pickup                                        | Pick-up truck    | Pritschenwagen                               | Chevrolet Montana, Fiat Strada, Volkswagen Saveiro |
| Mid-size pickup truck             | Pick-up                    | – | Pickup                                        | Pick-up truck    | Pritschenwagen                               | Chevrolet Colorado, Ford Ranger, Mitsubishi Triton/L200, Nissan Navara, Toyota Tacoma |
| Full-size pickup truck            | Pick-up                    | – | Pickup                                        | Pick-up truck    | Pritschenwagen                               | Dodge Ram, Ford F-150, GMC Sierra, Nissan Titan, Toyota Tundra |
| Full-size Heavy Duty pickup truck | Pick-up                    | – | Pickup                                        | Pick-up truck    | Pritschenwagen                               | Chevrolet Silverado, Ford Super Duty |
| Light commercial vehicles         | Light commercial vehicles  | – | –                                             | –                | Leichte Nutzfahrzeuge bis 3,5 t              | Citroën Berlingo, Fiat Doblò Cargo, Fiat Scudo, Ford Transit, Volkswagen Caddy, Mercedes-Benz Sprinter, Volkswagen Crafter |

## Klassen von Limousinen und Kombis
Unter den Limousinen und Kombis ist folgende Klassifikation in Europa üblich. Sie deckt sich weitgehend mit der den Segmenten des Kraftfahrt-Bundesamtes. Die Preise sind aktuelle Marktpreise in Deutschland, Ausreißer und Nischenmodelle werden hier nicht berücksichtigt.
- City Car
- Kleinstwagen
- Kleinwagen
- Kompaktklasse
- Untere Mittelklasse
- Mittelklasse
- Obere Mittelklasse
- Oberklasse

## Klassen von Großraumlimousinen
Seit wenigen Jahren gibt es einen Trend zu höheren Pkw. Sie bieten bei gleicher Grundfläche deutlich mehr Platz als entsprechende Limousinen, da die Passagiere aufrechter sitzen. Dadurch lässt sich teilweise eine dritte Sitzreihe unterbringen. Daneben erleichtert die Höhe das Einsteigen. Die Sitzposition wird besonders von älteren Personen bevorzugt.
Lange Tradition haben die Kleinbusse, die nicht vom Pkw abgeleitet sind. Seit den 1980er Jahren gibt es die Vans mit sieben Sitzen und in den 1990er Jahren wurden die Hochdachkombis populär. Die Begriffe Microvan, Minivan und Kompaktvan sind jünger und noch nicht klar abgegrenzt. Sie orientieren sich an den entsprechenden Klassen der Limousinen, mit denen sie häufig die Plattform teilen.
- Microvan
- Minivan
- Hochdachkombi
- Kompaktvan
- Van
- Kleinbus, Minibus

## Klassen von geländegängigen Fahrzeugen
- Softroader
- Sports Utility Vehicle (SUV)
- Geländewagen

## Klassen von militärischen Fahrzeugen

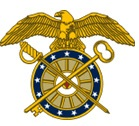
Insigne des United States Army Quartermaster Corps mit Artillerierad

Die Normung von Fahrzeugen ist ein Teilbereich der militärischen Logistik. Bereits vor dem Ersten Weltkrieg wurden von Militärorganisationen mehrerer Staaten Fahrzeugklassen bestimmt. Ein bekanntes Beispiel ist der Regel-3-Tonner, der als leichter Lastkraftwagen in Deutschland definiert wurde. Diese auch als Subventions-Lkw bekannten Fahrzeuge wurden auch in Frankreich, Österreich, in der Schweiz und anderen Staaten gefördert. Die Beschaffung und Normungsvorgaben liegen bei Militär traditionell bei Stabsorganisationen des Generalquartiermeisters bzw. deren moderneren Nachfolgeorganisationen. Auch im angloamerikanischen Raum hat man sich früh mit Vorgaben, Tests und Fahrzeugbeschaffung befasst. Vor dem Ersten Weltkrieg wurden bei der Pancho Villa Expedition erste Erfahrung gesammelt, deren Ergebnisse in Fahrzeugklassen der sogenannten Liberty-Truck-Modelle eingeflossen sind. In den USA liegen diese Aufgaben traditionell im Bereich des United States Army Quartermaster Corps (USQMC), in dessen Insigne schon im 19. Jahrhundert das Rad als Kennzeichen geführt wurde. Im Zweiten Weltkrieg wurden von allen beteiligten Parteien das Engagement zur Normung der Fahrzeugklassen intensiviert, was zum Teil bis in das 21. Jahrhundert Nachwirkung zeigt.
Nachfolgend eine unvollständige Übersicht, die Beispiele zu bekannten Fahrzeugklassen aufzeigt.
- Beispiele zu Fahrzeugklassen des Ersten Weltkrieges siehe Subventions-Lkw und Liberty Truck oder Artilleriezugmaschinen. Auszug daraus:
  - Regel-3-Tonner
  - Liberty Standard AA 3⁄4 tons; 4 × 2 („Model AA“)
  - Liberty Standard A 2 tons; 4 × 2 („Model A“)
  - Liberty Standard B 3 tons; 4 × 2, hinten Doppelbereifung („Model B“)
  - Liberty Standard C 5 tons; 6 × 2, hintere Achsen Doppelbereifung („Model C“)
- Beispiele zum Zweiten Weltkrieg siehe Liste von Radfahrzeugen der Wehrmacht und ähnlich Listen von militärischen Landfahrzeugen und bis in das 21te-Jahrhundert Einsatzfahrzeuge

Deutschland
- Einheits-PKW der Wehrmacht (siehe auch Systematik und Nummernkreise von Fahrzeugen der Wehrmacht)
  - Leichter geländegängiger PKW (z. B. BMW 325)
  - Mittlerer geländegängiger PKW (z. B. Horch 901)
  - Schwerer geländegängiger PKW (z. B. Horch 108)
- LKW der Wehrmacht und von Einsatzorganisationen
  - leLKW (leichter Lastkraftwagen) (z. B. Mercedes-Benz L 1500 S/A)
  - mLKW (mittlerer Lastkraftwagen)
    - mittlerer geländegängiger Lastkraftwagen (z. B. Mercedes-Benz LG 3000, Opel Blitz 3,6 (Wehrmacht))

  - sLKW (schwerer Lastkraftwagen)
- Fahrzeuge der Bundeswehr
  - Geschütztes Kleinfahrzeug (z. B. LAPV Enok)
  - Geschütztes Fahrzeug (z. B. ATF Dingo)
  - Schwerlasttransporter der Bundeswehr (SLT 50 „Elefant“, SLT 56 „Franziska“, SLT2 „Mammut/Elefant“)

USA
- traditionelle Klassifizierung für LKW
  - U.S. Army, Truck, 1⁄4-ton, 4 × 4 (z. B. Willys MB)
  - U.S. Army, Truck, 3⁄4-ton 4 × 4 (z. B. Dodge WC-Serie)
  - U.S. Army, Truck, 2½-ton 6 × 6 (z. B. Willys MB)
  - U.S. Army, Truck, 5‑ton, 4 × 4 (z. B. M939 (5-Ton-Truck))
- MRAP als moderne Klassifizierung für Geschütztes Fahrzeug
  - leichtes geschütztes Fahrzeug (z. B. Oshkosh M-ATV)
  - Mine Resistant Ambush Protected Vehicle (MRAP-Vehicle, z. B. MRAP–All Terrain Vehicle Oshkosh M-ATV)

## Cabrios
Als Cabrios werden offene Fahrzeuge aller Preisklassen zusammengefasst. In den meisten Fällen existiert ein geschlossenes Pendant, wobei der Preis bauartbedingt höher ist als entsprechende Limousine. Eine spezielle Unterart ist der zweisitzige Roadster, ein offener Sportwagen.

## Sportwagen
Sportwagen bezeichnet Zweisitzer in allen Preisklassen, vereinzelt auch mit zwei Sitzreihen oder Notsitzen, wenn sie entsprechende Fahreigenschaften aufweisen. In der Neuzulassungsstatistik, der Pannenstatistik und bei der Einteilung durch die Fachpresse werden diese Fahrzeuge einer eigenen Klasse zugeordnet. Unterklassen der Sportwagen:
- Kompaktsportwagen
- Sportcoupé
- Sportlimousine
- Sportwagen
- Supersportwagen